# ムラサメモンガラ
ムラサメモンガラ(Rhinecanthus aculeatus)はモンガラカワハギ科に属する海水魚。インド太平洋に分布する。生態や視覚についてよく研究されている。ハワイでは近縁種・タスキモンガラと共にフムフムヌクヌクアプアア(humuhumunukunukuāpuaʻa)とも呼ばれる。

## 形態
最大で30cmになるが普通は全長15cm程度。第一背鰭は3棘条、第二背鰭は23-26軟条、臀鰭は21-23軟条。

## 生態
主に礁原の砂地に生息する。餌はウニ・甲殻類・多毛類・腹足類・貝虫・ホシムシ・藻類など。縄張りを持ち、侵入者には攻撃を加える。気が荒いが、体が小さいため同科のゴマモンガラなどより危険性は少ない。
縄張りは8年以上に渡って維持されるが、雌より雄の方が長く維持する傾向にある。個体を除去した場合、その縄張りはすぐに別の個体に埋められる。雄の縄張りは1-5匹の雌の縄張りと重なり、他のモンガラカワハギと同じような一夫多妻制をとると考えられる。生涯に複数回繁殖する。
産卵は明け方に行われ、砂地・珊瑚礫・海藻などに卵塊が産み付けられる。母魚は12–14時間卵塊の上に留まり、およそ30%の時間に渡って卵塊に胸鰭で水流を送って過ごす。また、他魚やヒトデなどの侵入者をつついて追い払う。母魚を取り除いた実験ではほぼ全ての卵が捕食されたケースもあり、この行動は生存率の増加に有効であるといえる。卵はその日の夕方頃に孵化する。
通常、体外受精を行う魚類で卵を守るのは雄であるが、本種では雌である。雌の縄張りは小さいため、摂餌や卵塊の保護のためのスペースも小さい。だが雄は複数の交尾相手を持つため、卵を守ることは交尾機会の減少につながる。この上で、雌による卵塊の保護が進化的に安定な戦略となったと考えられる。

## 視覚
単錐体細胞(SC)には413nm(S)に吸光度のピークを持つ視物質があるが、双錐体細胞にはそれぞれ480nm(M)・530nm(L)にピークを持つ2種類の視物質がある。行動研究から、本種は双錐体細胞の2種の視物質からの信号を区別できることが示された。そのため、本種はヒトのような3色型色覚をもつと考えられる。

## 画像

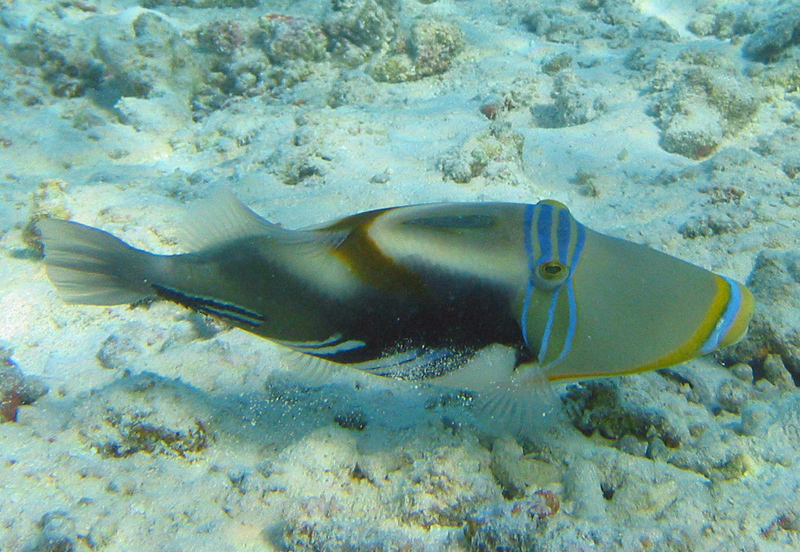
モルディブ、Fihalhohiのムラサメモンガラ
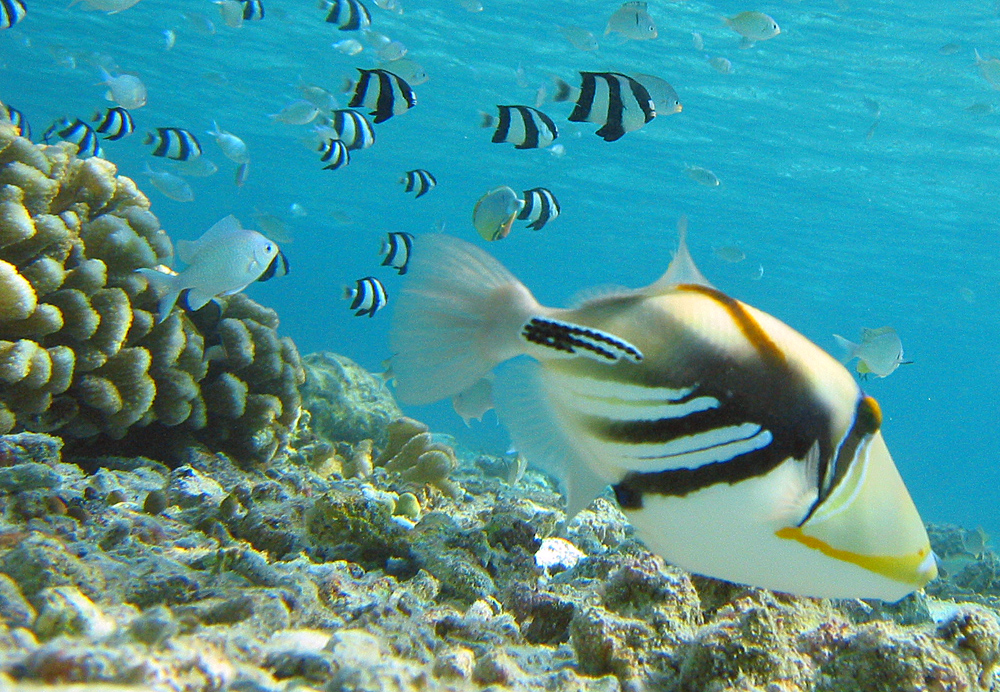
モルディブ、Fihalhohiのムラサメモンガラ
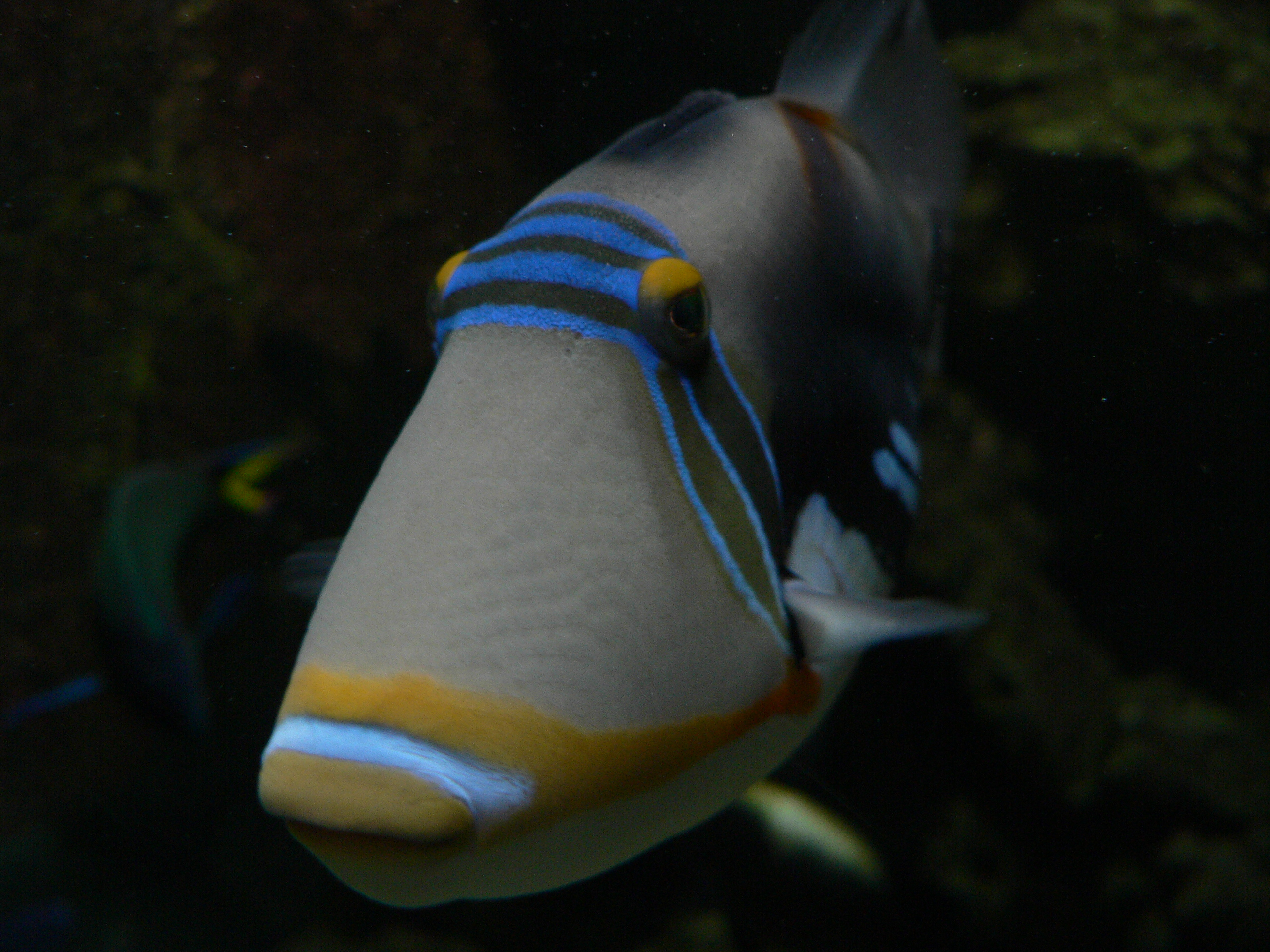
水族館のムラサメモンガラ